# میکو کاون
میکو کاون (فنلاندی: Mikko Kavén؛ زادهٔ ۱۹ فوریهٔ ۱۹۷۵) بازیکن فوتبال اهل فنلاند بود.
از باشگاه‌هایی که در آن بازی کرده‌است می‌توان به باشگاه فوتبال هلسینکی، باشگاه فوتبال وولرنگا، باشگاه فوتبال تامپره یونایتد، باشگاه فوتبال کوسیسی، و باشگاه فوتبال مادرول اشاره کرد.
وی همچنین در تیم ملی فوتبال فنلاند بازی کرده‌است.